# سمير حبشي
سمير حبشي (1961-) مخرج لبناني 

## حياته ومشواره المهني
سافر في العام 1983 إلى أوكرانيا كييف، لمتابعة تحصيله العلمي في السينما، أخرج خلال إقامته هناك 4 أفلام قصيرة
منها “خيالات صحرى” و “الصبي الأعرج، قبل أن يعود إلى لبنان في التسعينات 
في العام 1992 أخرج عمله الروائي الأول في فيلم «الإعصار» الذي نال الجائزة الأولى في مهرجان قرطاج السينمائي الدولي في العام 1994. كان أول مخرج لبناني ينجز فيلماً روائياً بعد إعلان انتهاء الحرب في لبنان، تناول فيه تداعيات الحرب الأهلية وآثارها على مختلف الطوائف اللبنانية.
قام بإخراج أعمال تلفزيونية والسينما
يعمل مدرسا في قسم السينما والمسرح والتلفزيون في الجامعة اللبنانية وفي جامعة الروح القدس - الكسليك.

## أعماله

### في التلفزيون
- (2022):بكير
- (2019):أسود
- (2019):ثواني
- (2017): الشقيقتان
- (2017):وين كنتي (ج2)
- (2017):ورد جوري
- (2016):وين كنتي ( ج1)
- (2015): أبناء وقتلة
- (2015): أبرياء ولكن
- (2015): أحمد وكريستينا
- (2014): ولاد البلد
- (2013): أماليا
- (2011):باب إدريس
- (2010):لونا
- (2009):سارة
- (2008):الليلة الأخيرة
- (2008):مجنون ليلى
- (2008):السجينة
- (2005): الحل بايدك
- (2002):لمحة حب
- (2001):بنت الحي
- (2001):من أحلى بيوت راس بيروت

### في السينما
- (1992): الإعصار
- (2002): مشوار
- (2003): سيدة القصر (وثائقي عن نظيرة جنبلاط).
- (2008): جبران خليل جبران
- (2009):دخان بلا نار

## جوائز
- لبنان: تكريم من جامعة القديس يوسف (USJ) في حفل افتتاح مهرجان “ La fete de documentaire”2018[4]

## روابط خارجية
- سمير حبشي على موقع IMDb (الإنجليزية)
- سمير حبشي على موقع قاعدة بيانات الأفلام العربية
- سمير حبشي على موقع قاعدة بيانات الفيلم (الإنجليزية)